# Nullagine (plaats)
Nullagine is een plaats in de regio Pilbara in West-Australië. Het ligt 1.364 kilometer ten noordnoordoosten van Perth, 296 kilometer ten zuidoosten van Port Hedland en 196 kilometer ten noorden van Newman. Nullagine telde 1.159 inwoners in 2021 tegenover 217 in 2006. In 1902 werden in Nullagine voor het eerst in Australië diamanten gevonden.

## Geschiedenis
In de jaren 1880 vestigden zich veetelers in de streek. N.W. Cooke vond er goud in 1886 en goudzoekers uit Halls Creek zakten af naar de streek. Het was echter pas midden de jaren 1890 dat de lokale bevolking om de stichting van een dorp vroeg. In 1897-98 werden kavels opgemeten en in 1899 werd Nullagine gesticht. Het werd vernoemd naar de nabijgelegen rivier Nullagine. De naam is Aborigines van oorsprong maar de betekenis ervan is onbekend.
In 1901 werd er een politiekantoor gebouwd. Tussen 1895 en 1914 had Nullagine 3 hotels, meerdere winkels, acht machines om gouderts te breken en ongeveer 3.000 inwoners. In 1902 werden in Nullagine voor het eerst in Australië diamanten gevonden. Prospectors werden er door naar de streek aangetrokken en vonden er onder meer agaat, asbest, beril, chalcedoon, jade, jaspis, tijgeroog en antimoon-, koper-, mangaan- en wolfraamerts.
Na de Tweede Wereldoorlog begon Nullagines bevolkingsaantal te dalen doordat er minder goud geproduceerd werd. In 1951 brandde het politiekantoor af en tussen 1954 en 1956 werd er een nieuw gebouwd. Op het einde van de 20e eeuw daalde het bevolkingsaantal onder 200.

## 21e eeuw
Door de stijging van de goudprijs kwam de goudproductie stilaan weer op gang. Het bevolkingsaantal steeg terug, al werken veel arbeiders in de mijnsector met FIFO-contracten. Er is ook kleine een ijzermijn. Deze werd eind 2016 door Fortescue Metals van BC Iron overgenomen.
Nullagine maakt deel uit van het grootste lokale bestuursgebied van Australië: Shire of East Pilbara. Het heeft een gemeenschapscentrum, caravanpark, politiekantoor, hotel, uitspanning (En: Roadhouse), algemene voedingswarenwinkel, school, sportzaal, bibliotheek en een dokterspraktijk.

## Transport
Nullagine ligt langs de Marble Bar Road die in verbinding staat met de Great Northern Highway.
Nullagine heeft een startbaan: Nullagine Airport (IATA: NLL, ICAO: YNUL).

## Klimaat
Nullagine kent een warm woestijnklimaat, BWh volgens de klimaatclassificatie van Köppen. De gemiddelde jaarlijkse temperatuur bedraagt
26,3 °C. De jaarlijkse gemiddelde neerslag ligt rond 314 mm.